# San Andrés Ixtlahuaca
San Andrés Ixtlahuaca är en kommun i Mexiko.   Den ligger i delstaten Oaxaca, i den sydöstra delen av landet, 400 km sydost om huvudstaden Mexico City.